# Extrempunkte der Europäischen Union
Seit Gründung der Europäischen Union wurde das Gebiet mehrfach erweitert, sodass sich die Außengrenzen und damit auch die Extrempunkte verändern.

## Übersicht
| | Europäische Union incl. Überseegebiete | Europäische Union in Europa                                                              | Europäische Union Kontinentaleuropa                       | Schengen-Raum | Eurozone                                                               |
| Die meisten Überseegebiete der EU-Mitgliedsländer sind selbst nicht Teil der Europäischen Union und sind somit hier nicht berücksichtigt. | EU-MitgliederentwicklungMitglieder auf Inseln wie Irland, Malta oder Zypern sind einbezogen. Übersee- und sonstige Gebiete, die als Atlantikinseln außerhalb Europas liegen, bleiben unberücksichtigt. | Hier sind nur die EU-Länder markiert, die auf dem Landweg untereinander erreichbar sind. | Anwenderstaaten (in Blautönen)                            | Staaten mit Euro als gesetzlicher WährungEU-Staaten mit anderer gesetzlicher Währung Nicht-EU-Staaten, die den Euro de facto verwenden |                                                                        |
| Nord | Nuorgam, Lappland, Finnland (70°5’30”N) | Nuorgam, Lappland, Finnland (70°5’30”N)                                                  | Nuorgam, Lappland, Finnland (70°5’30”N)                   | Knivskjellodden, Magerøya, Finnmark, Norwegen (71°11'8"N)                                                                              | Nuorgam, Lappland, Finnland                                            |
| Süd | Pointe de Langevin, Saint-Joseph, Réunion, Französisches Überseegebiet (21°23'23"S) | Kap Trypiti (griechisch Τρυπητή), Gavdos, Griechenland (34°48'03"N)                      | Isla de Las Palomas, Punta de Tarifa, Spanien (36°0’0”N)  | Punta de los Saltos, La Restinga, El Hierro, Kanarische Inseln, Spanien (27°38'16"N)                                                   | Pointe de Langevin, Saint-Joseph, Französisches Überseegebiet          |
| West | Pointe du Canonnier, Saint-Martin, Französische Überseegebiet (18° 4′ N, 63° 9′ W) | An Tiaracht, County Kerry, Irland (10°39'45"W)                                           | Cabo da Roca, Sintra, Portugal (9°30'03"W)                | Ilhéu do Monchique, Azoren, autonome Region Portugals (31°16'32"W)                                                                     | Pointe du Canonnier, Saint–Martin, Französisches Überseegebiet         |
| Ost | Pointe des Cascades, Sainte-Rose, Réunion, Französisches Überseegebiet (21° 11′ S, 55° 50′ O) | Virmajärvi, Nordkarelien, Finnland (62° 55′ N, 31° 35′ O)                                | Virmajärvi, Nordkarelien, Finnland (62° 55′ N, 31° 35′ O) | Virmajärvi, Nordkarelien, Finnland | Pointe des Cascades, Sainte-Rose, Réunion, Französisches Überseegebiet |
| ⊙ | [ Anmerkung 5 ] | Veitshöchheim-Gadheim BayernDeutschland (49° 51′ N, 9° 54′ O)                            | [ Anmerkung 5 ]                                           | unbekannt | [ Anmerkung 7 ]                                                        |

## Galerie

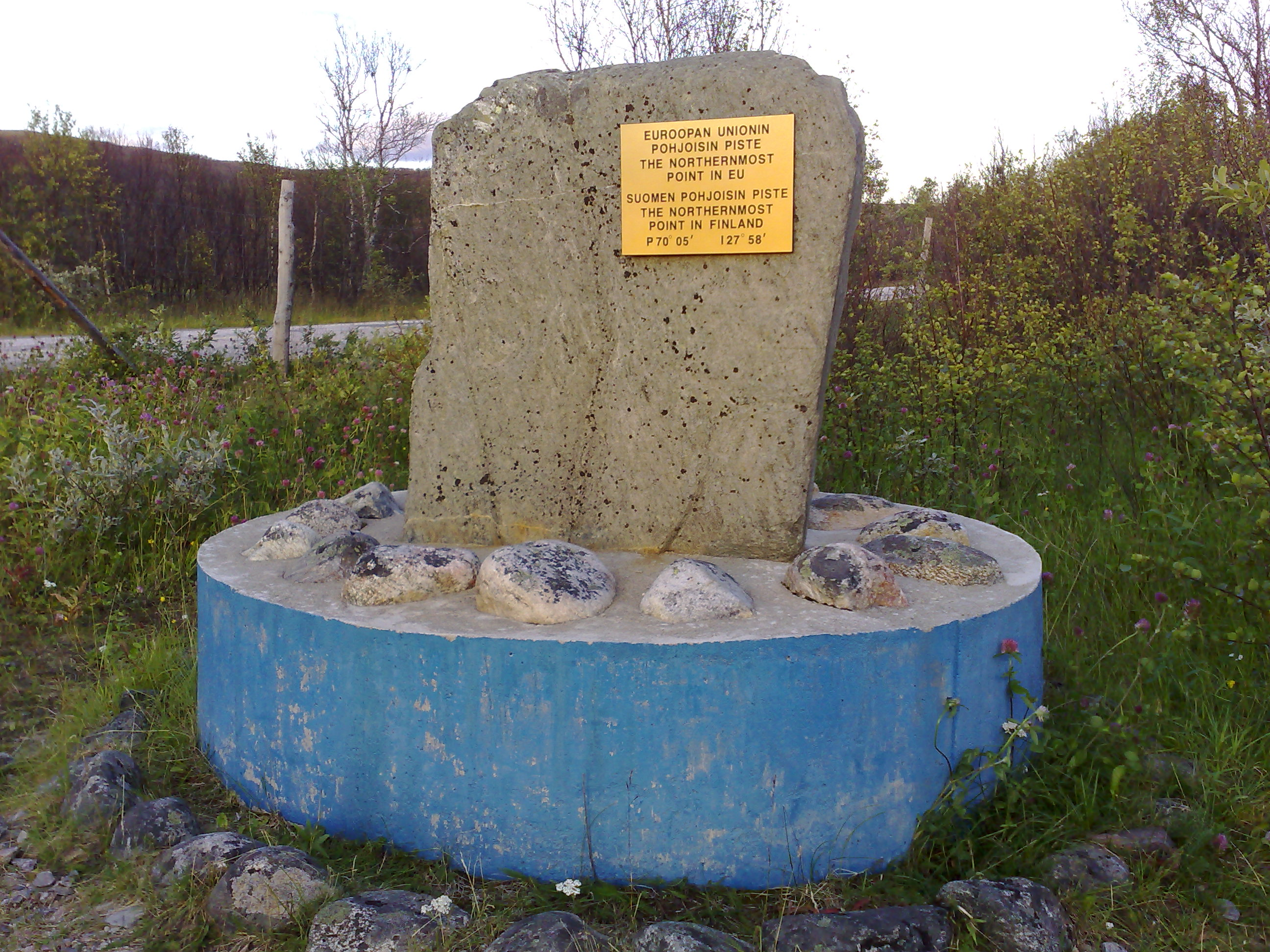
Nördlichster Punkt der EU
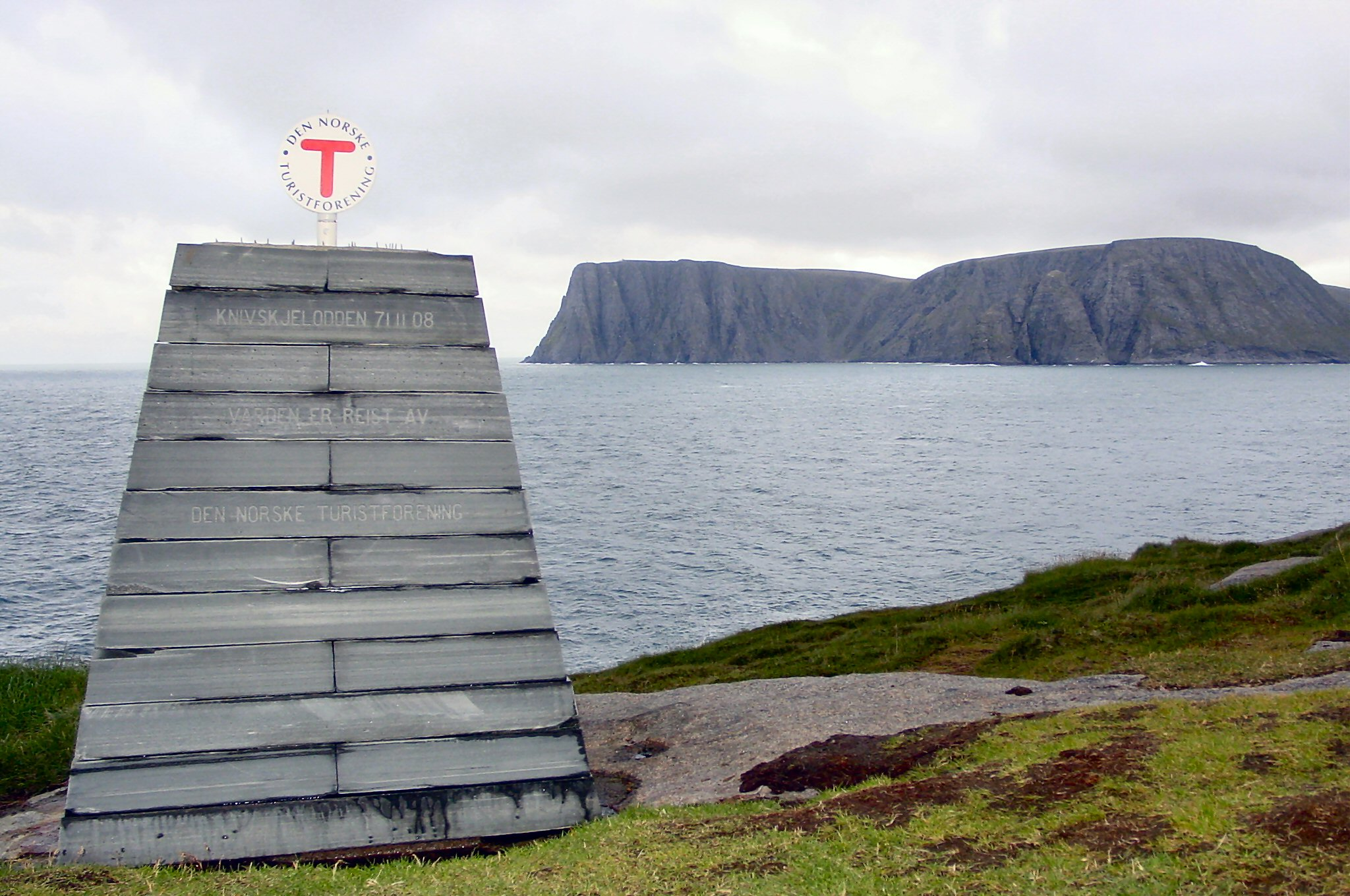
Markierung auf dem Knivskjellodden
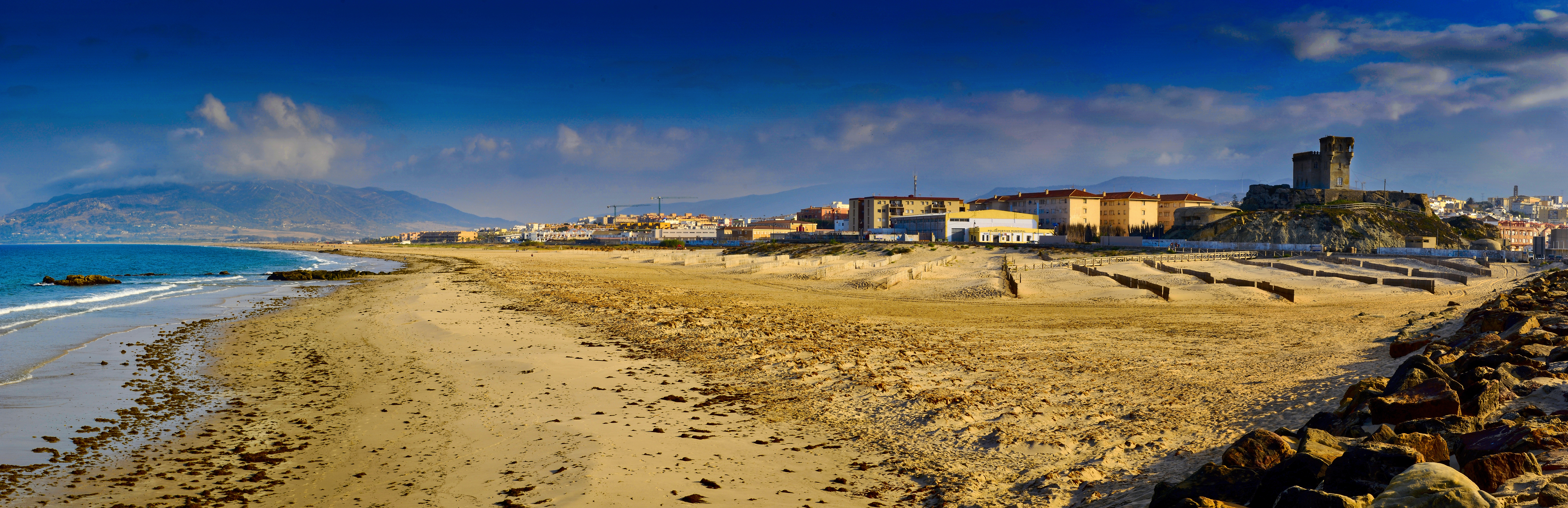
Blick auf Tarifa vom Kap Punta Tarifa
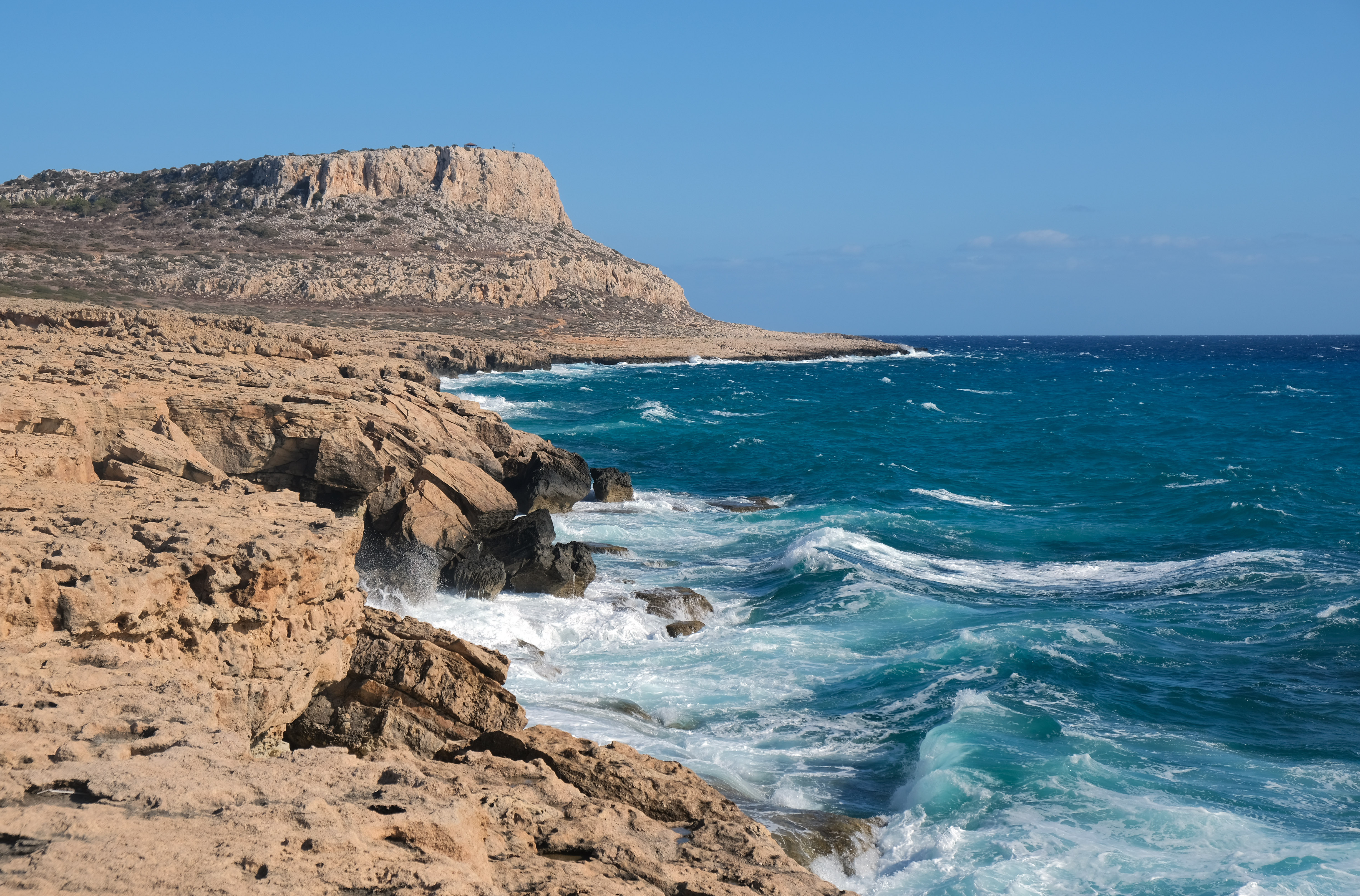
Zypern: Kap Greco
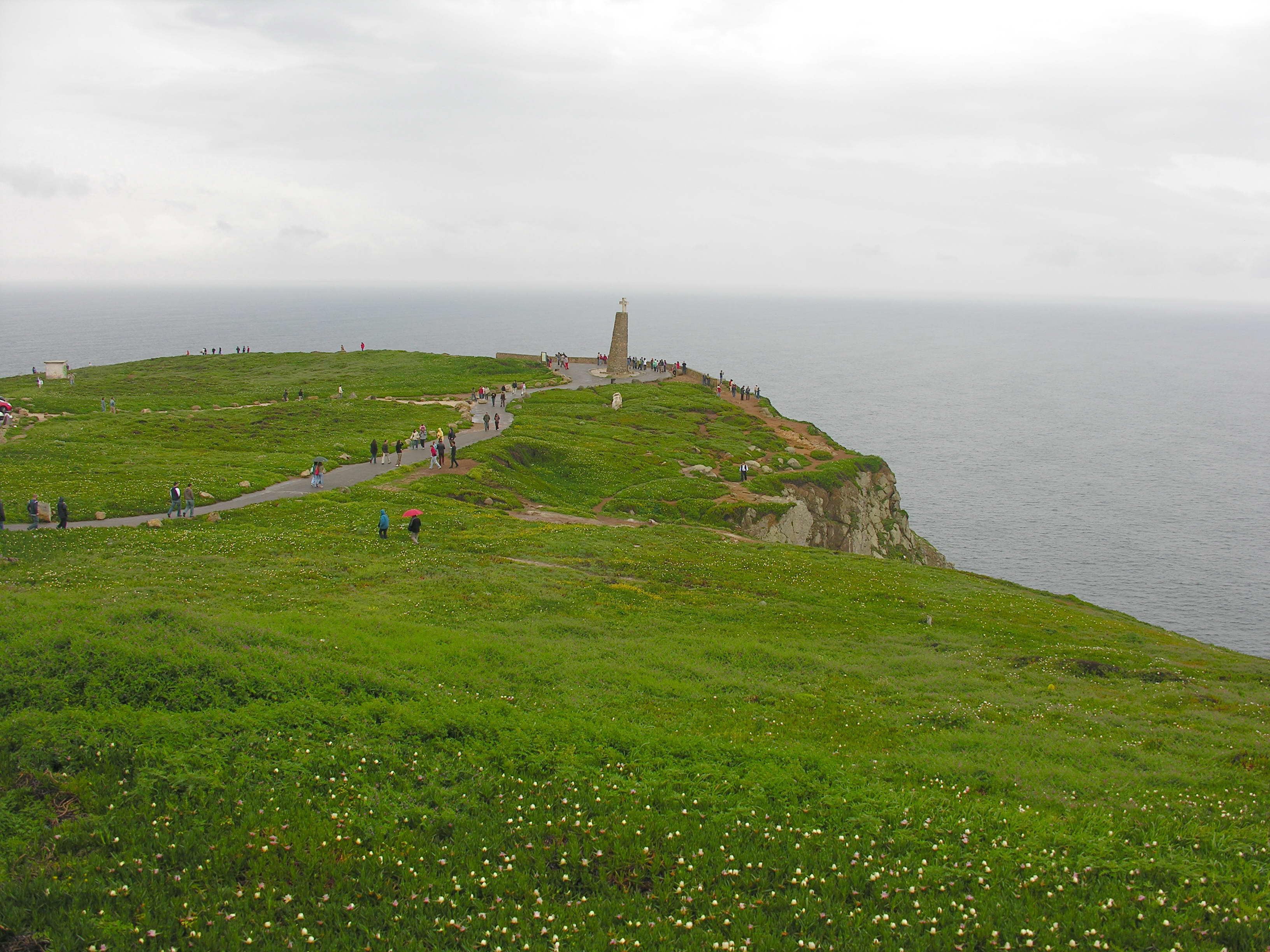
Europas westlichster Punkt
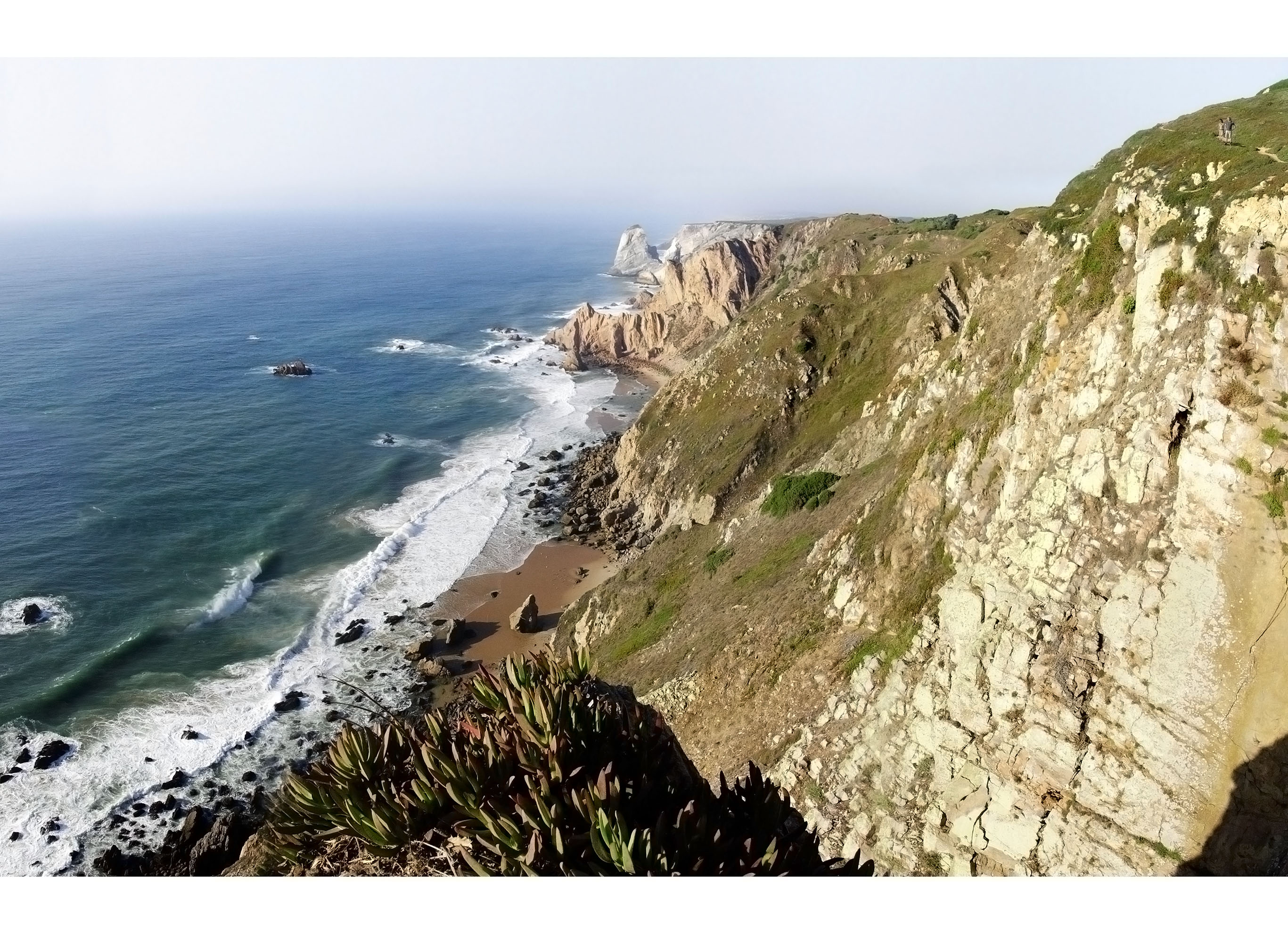
Cabo da Roca / Blick auf den Atlantik
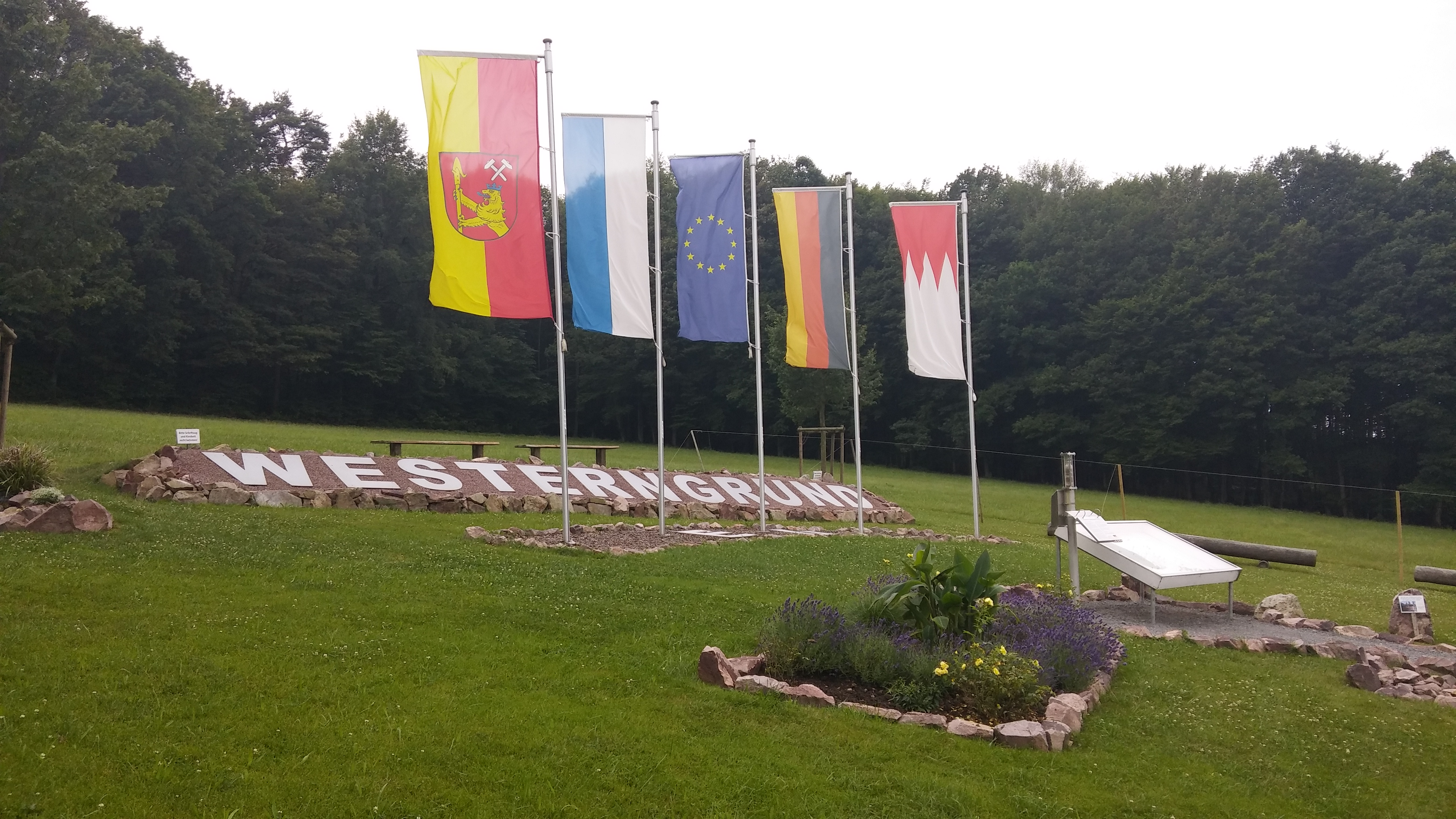
Oberwestern: Mittelpunkt EU vor Brexit
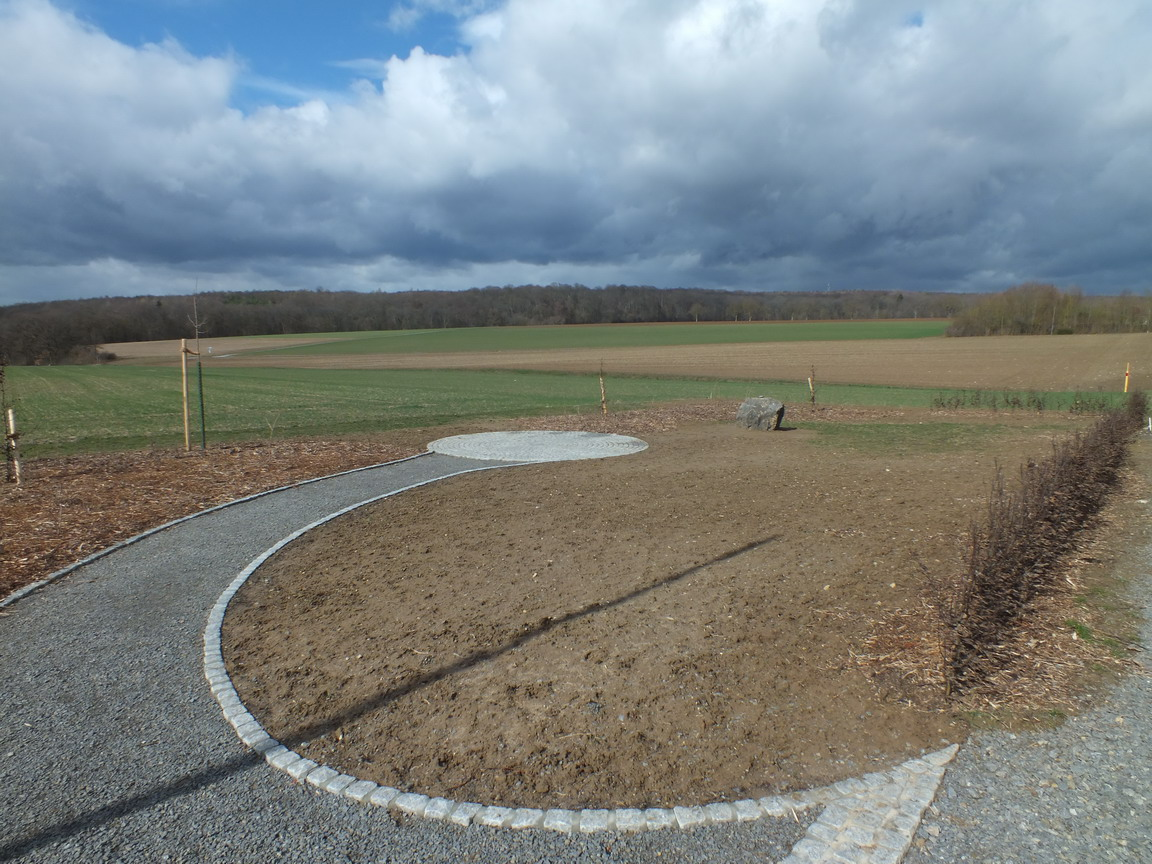
Gadheim: EU-Mittelpunkt nach Brexit
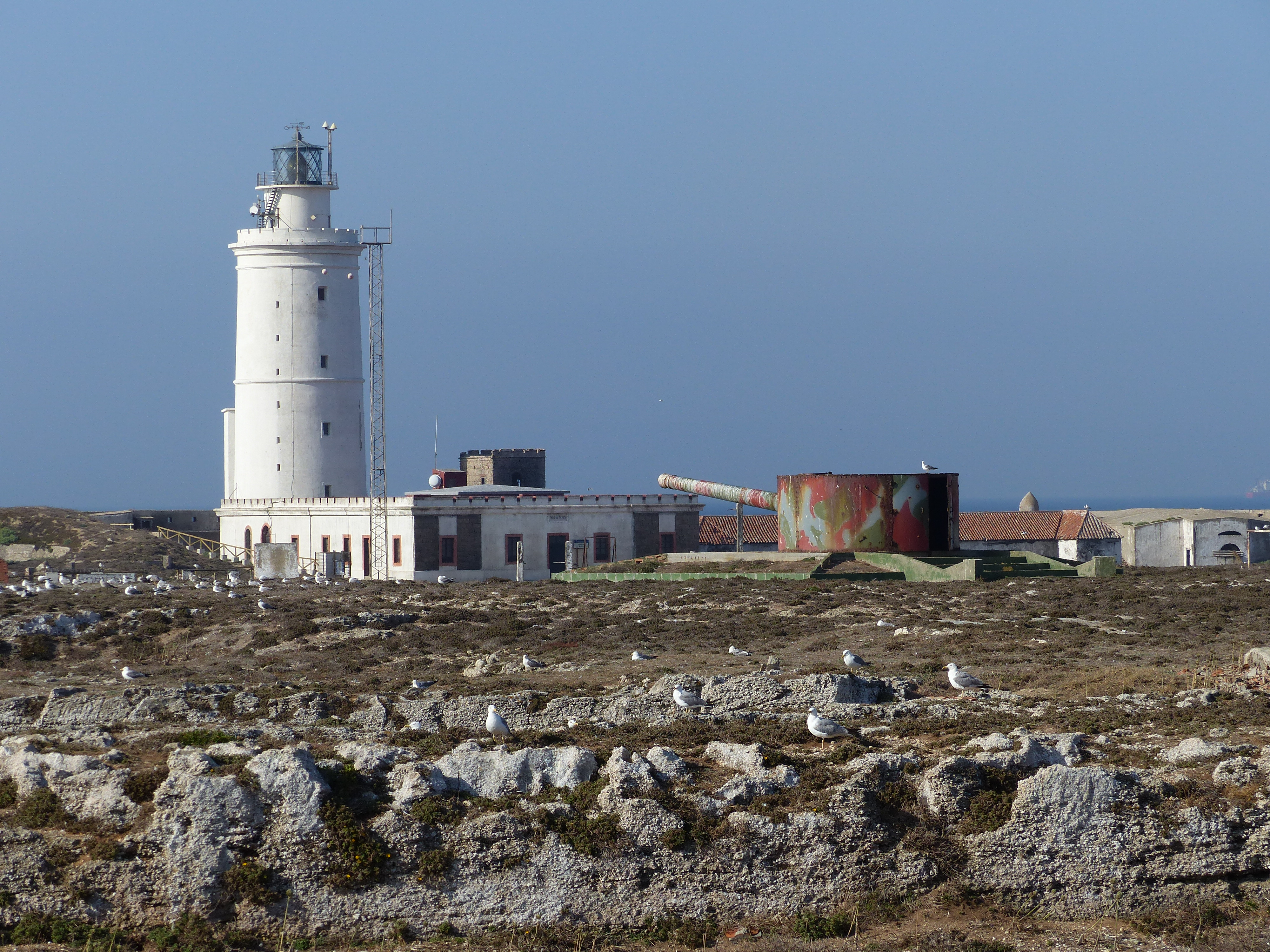
Isla de las Palomas
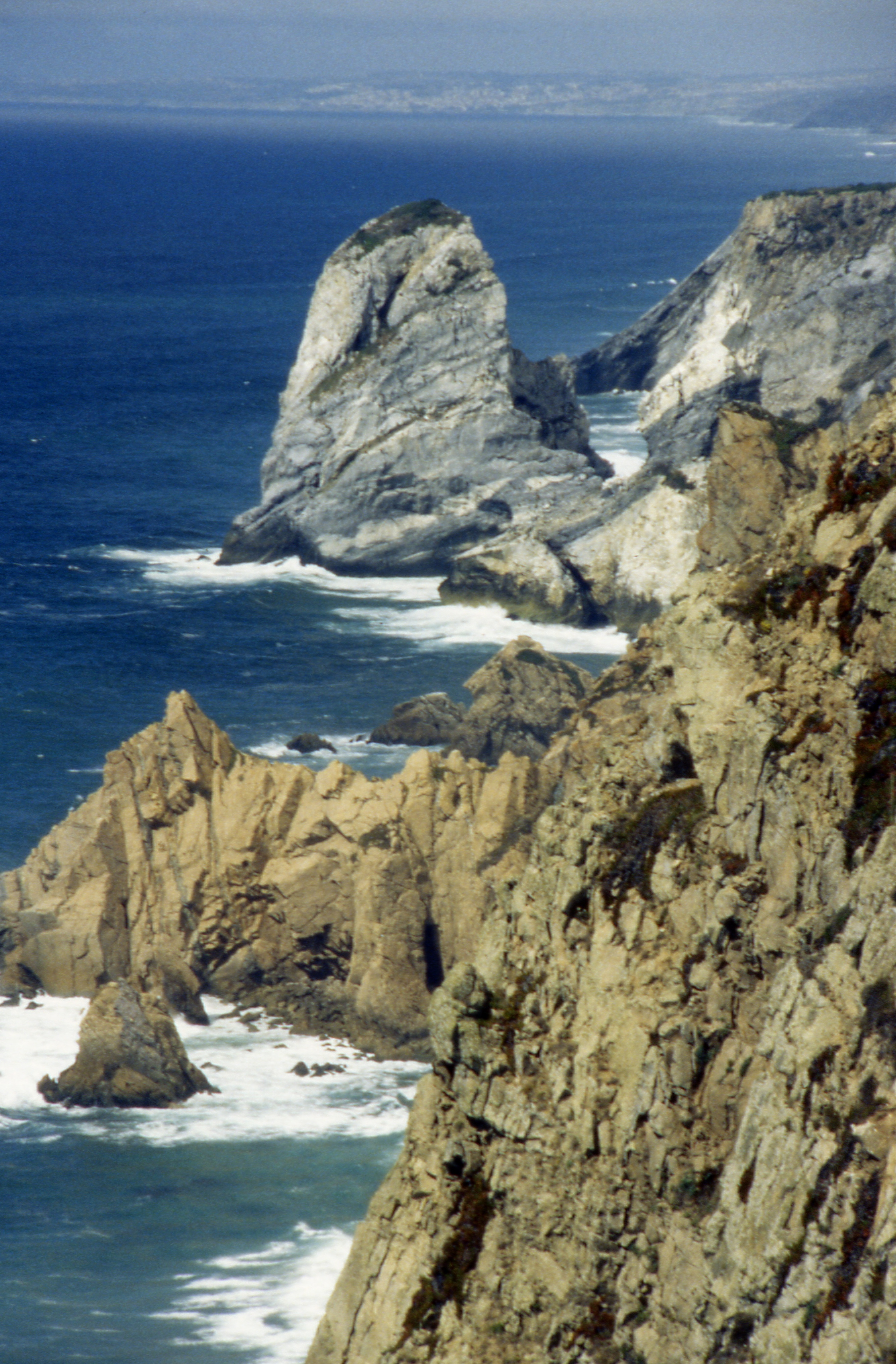
Cabo da Roca
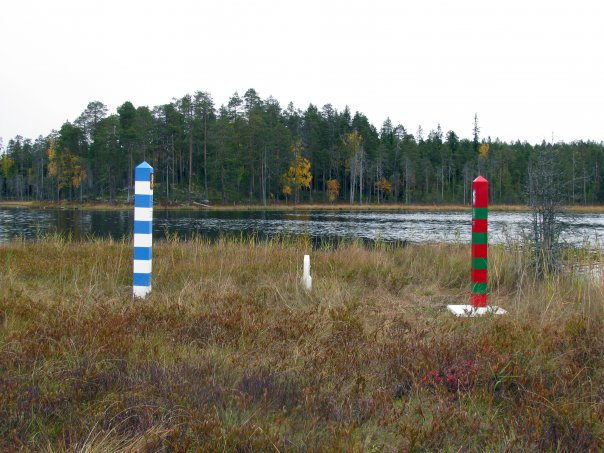
Finnlands östlichster Punkt